# Evert Azimullah
Evert Azimullah – surinamski dyplomata, polityk i pisarz. Posiada indyjskie korzenie. Sprawuje urząd ambasadora Surinamu w Holandii.
We współpracy z Harrym i Williamem Lutchmanem napisał na angielsko-indyjskiej emigracji do Surinamu książkę, opublikowaną w 1963 roku. 23 lata później napisał inną książkę, dotyczącą prezydenta partii Hindustani Progressive Reform Party, Jagernatha Lachmona.